# Центар (кошарка)
Центар је назив за позицију играча у кошарци. Ова позиција је резервисана за играче велике снаге и висине. Често се у кошаркашкој терминологији за центра каже „петица“.

## Карактеристике
Једна од основних улога овог играча је игра у рекету, како у фази напада тако и одбране. Међутим у новије време овакви играчи могу врло лако завршавати акције и ван рекета. У одбрани својом висином и снагом поред тога што чува играча исте позиције, мора да покрије рекет и брани га од улаза играча са других позиција. У зависности од личних квалитета играч на овој позицији може да буде основна полуга екипе како у нападу тако и у одбрани.

## Познати центри
Један од најпознатијих играча на овој позицији је Карим Абдул-Џабар, а ту је и Шакил О'Нил, док су од српских играча најпознатији Владе Дивац и Никола Јокић.